# Opatovská Nová Ves
Opatovská Nová Ves, maďarsky Apátújfalu, do roku 1927 Opatovce, v letech 1927 až 1948 Opatovce–Nová Ves, je obec na jižním Slovensku v okrese Veľký Krtíš.

## Poloha obce
Obec se nachází v Ipeľské kotlině, která je součástí Jihoslovenské kotliny, v údolí Čebovského potoka v povodí řeky Ipeľ. Západní částí obce protéká také Kosihovský potok, který je zde přehrazen nádrží Nenince.

## Historie
Současná obec vznikla po roce 1902 sloučením obcí Opatovce (maď. Apáti) a Nová Ves (maď. Újfal). V letech 1938 až 1945 byla součástí Maďarska.
Opatovce byly založeny ve 13. století a poprvé jsou písemně zmiňovány v roce 1302 jako Apaty. Obyvateli obce byli zemědělci a vinaři.
Nová Ves vznikla ve 13. století, poprvé se připomíná v roce 1330 jako Ujfalu. Ves patřila jako panství klášteru ve Bzovíku, později různým zemanským rodům. V roce 1715 zde bylo 11 domácností, v roce 1828 21 domů a 122 obyvatel.

## Partnerské obce
- Jobbágyi, Maďarsko
- Terény, Maďarsko
- Tass, Maďarsko